# Стрижевський Володимир Федорович
Володимир Федорович Стріжевський (Радченко) (фр. Vladimir Strijevsky або нім. Vladimir Striževskij; 1892, Катеринослав — 1977, Лос-Анджелес, США) — російський та французький актор, режисер, який також працював у Німеччині й Італії .

## Біографія
Володимир Стрижевський дебютував у кіно в 1914 році в чотирисерійній кримінальній драмі «Сашко-семінарист» («Російський Рокамболь»), яка вийшла в кінопрокат у січні 1915 року. У 1916—1917 роках знімався у багатьох фільмах Євгена Бауера, зокрема «Відплата» (1916), «Набат» (1917), «Революціонер» (1917). У 1917 році в акціонерному товаристві А. Ханжонкова поставив як режисер фільм «Чорна любов». 1919 року знявся у фільмі «Життя — Батьківщині, честь — нікому», в якому більшовицька Червона армія була зображена як банда п'яних мародерів і гвалтівників.
1920 року емігрував до Франції. Під ім'ям В. де Стрі (V. de Stry) знімався у фільмах «Сенс смерті» (Le sens de la mort, 1922) Якова Протазанова і «Голгофа любові» (Calvaire d'amour, 1923) Віктора Турянського. З 1923 року працював в Німеччині. Поставив фільми «Безодні великого міста» (Tiefen der Großstadt, 1924), «Тарас Бульба» (Taras Bulba, 1924), «Ад'ютант царя» (Adjutant des Zaren, 1928) з Іваном Мозжухіним, «Забави імператриці» (Spielereien einer Kaiserin, 1929) c Ліль Даговер в ролі Катерини I і «Трійка» (Troika, 1930). У 1931—1938 роках працював у Франції, зняв фільми «Сержант Ікс» (Le Sergent X, 1931), «Бурлаки на Волзі» (Les Bateliers de la Volga, 1936), «Княжі ночі» (Nuits de princes, 1938).
1935 року був автором сценарію французької екранізації роману «Злочин і кара» (Crime et châtiment).
1945 року поставив в Італії фільм «Плоть і душа» (La Carne e l'anima), художником-постановником якої був його друг Борис Костянтинович Білинський . Того ж 1945 року виїхав до США . Проживав там під ім'ям Влад Стреві (Vlad Strevy).

## Фільмографія
- 1915 Сашко-семінарист
- 1915 Пара гнідих
- 1915 Чайка
- 1915 Щоденник зганьбленої жінки
- 1915 Хто без гріха, кинь в неї камінь
- 1915 Проведімо, друзі, цю ніч веселіше
- 1915 Немає їй ні долі, ні щастя
- 1915 Подвигу твоєму вклоняюся
- 1916 Відплата
- 1916 Гриф старого борця
- 1916 Крила ночі
- 1916 Маріонетки долі
- 1916 О, жінки
- 1916 Пора кохання
- 1916 Плутанина
- 1916 Сестри Бронські
- 1916 Казка синього моря
- 1916 Сину мій, де ти?
- 1916 Чужа душа
- 1917 Життя трьох днів
- 1917 Княжна Лариса
- 1917 Любов або пристрасть
- 1917 Набат
- 1917 Осінь жінки
- 1917 Правда жінки
- 1917 Революціонер
- 1917 Чорна любов (режисер)
- 1919 Життя — Батьківщині, честь — нікому
- 1922 Сенс смерті / Le sens de la mort (актор)
- 1923 Голгофа любові / Calvaire d'amour (актор)
- 1924 Безодні великого міста / Tiefen der Großstadt
- 1924 Тарас Бульба / Taras Bulba
- 1928 Ад'ютант царя / Adjutant des Zaren
- 1929 Забави імператриці / Spielereien einer Kaiserin
- 1930 Трійка / Troika
- 1931 Сержант Ікс / Le Sergent X / Sergeant X
- 1935 Злочин і покарання / Crime et châtiment (автор сценарію)
- 1936 Бурлаки на Волзі / Les Bateliers de la Volga
- 1938 Княжі ночі / Nuits de princes
- 1945 Плоть і душа / La carne e l'anima